# Thái Niên
Thái Niên là một xã thuộc huyện Bảo Thắng, tỉnh Lào Cai, Việt Nam.
Theo thống kê năm 2019,  có diện tích  km², dân số là 10.123 người, mật độ dân số đạt  người/km².
Xã Thái Niên có diện tích 95,74 km², dân số năm 1999 là 8.076 người, mật độ dân số đạt 84 người/km².
Xã Thái Niên được chia thành 10 thôn: Thái Niên, Hải Niên, Đo Trong, Đo Ngoài, Tân Thắng, Khe Dùng, Mom Đào, Niên Tiến, Báu, Lượt